# Mitsubishi Ki-46
Разведчик Р-100  Сухопутных войск Императорской Японии  (яп.  Рикугун хякусики сирэйбу тэйсацуки/Мицубиси Ки. ёнроку) (оперативно-тактический разведчик образца Сто Сухопутных войск/Ки. 46 Мицубиси) — цельнометаллический двухмоторный разведчик и перехватчик Сухопутных войск Императорской Японии Второй мировой войны. Разработан в КБ Мицубиси под руководством Т. Кубо. Первый опытный полёт выполнен осенью 1939 г., в конце 1940 г. принят на вооружение Сухопутных войск Императорской Японии. Условное обозначение ВВС союзников Дина (Dinah)..

## История
Тактико-техническое задание было передано в КБ Мицубиси в конце 1937 года. Как и в случае с Р-97 основным требованием была дальность полёта и способность уходить от перехвата истребителями. Требования ГУ авиации Сухопутных войск включали:
- продолжительность полёта с крейсерской скоростью  400 км/ч в течение шести часов
- рабочая высота полёта 4-6 км
- максимальная скорость 600 км/ч (на 80-90 км/ч выше, чем у истребителей противника)
- вооружение из турельного пулемёта 7,7 мм[1].

Для обеспечения заданной скорости полёта, конструкторы уделили большое внимание аэродинамике. Все модели самолёта и отдельных узлов продувались в аэродинамической трубе Аэродинамической лаборатории Университета Токио. Осенью 1939 г. первая опытная машина была построена авиазаводом Мицубиси-Гифу. В ходе испытаний машина достигла максимальной скорости выше, чем у новейших отечественных истребителей. Скорость была ниже установленной, и под угрозой оказалась концепция невооружённого разведчика, неуязвимого для ПВО за счёт скорости полёта. Тем не менее, в 1940 г. машина была принята на вооружение Сухопутных войск под строевым шифром Р-100.

## Модификации

### Серийные

#### Первая
Приоритетом проектирования и ТТЗ стала аэродинамика фюзеляжа и высокие лётные данные, в погоне за которыми КБ Мицубиси вынуждено было  пожертвовать технологичностью производства. Массовый выпуск разворачивался медленно, и серии первой модификации рассматривались как установочные (всего изготовлено 54 машины). Большая часть машин первой модификации была передана в лётную школу Акэно, где готовили лётчиков разведывательной авиации. Эксплуатационные испытания были продолжены. Машины первой модификации летали при всех погодных условиях, в жарком и влажном климате, а также совершили ряд дальних перелётов.

###### Вторая
С лета 1941 года завод Мицубиси-Нагоя начал выпуск второй модификации. Опытная машина показала максимальную скорость более 600 км/ч и шесть часов крейсерского полёта со скоростью 425 км/ч. Прирост скорости дало применение турбодвигателя Д-102 (1 тыс. л.с.) с двухступенчатым нагнетателем, запас топлива составил 1,7 тыс. л. Производство продолжалось до конца 1944 года, всего выпущено 1093 машины.
Р-100-2М 

Учебная трёхместная машина для подготовки пилотов и стрелков-радистов. Для размещения лётчика-инструктора демонтирован фюзеляжный бензобак, турельное вооружение сохранено. Всего доработано 70 самолётов.

###### Третья
С появлением у противника новых скоростных перехватчиков, ГУ авиации Сухопутных войск потребовало от КБ Мицубиси увеличить на один час продолжительность полёта и довести скорость Р-100 до 670 км/ч. Новая машина получила впрысковый двигатель Д-112 второй модификации (1500 л.с. на форсаже), запас топлива в крыле и в фюзеляже составил 1,9 тыс. л. Машина получила более обтекаемый фонарь и  бронеспинку лётчика, отчего прирост массы составил почти полтонны, вызвав необходимость усиления шасси. Для снижения массы отказались от оборонительного пулемёта, сэкономив на весе оружия и боекомплекта.
В декабре 1942 г. третья модификация показала максимальную скорость 630 км/ч при дальности крейсерской дальности 4 тыс. км (более 400 км/ч). Доработка не обеспечила выполнения всех заданных параметров, но третья модификация была передана в серию и изготавливалась на заводе Мицубиси-Нагоя параллельно со второй. Поздние серии третьей модификации получили реактивные выхлопные патрубки, получив прирост дальности и скорости на 11 км/ч.
С конца 1942 года выпущено 609 машин третьей модификации (с начала 1945 до 100 ед. на заводе Мицубиси-Тояма, так как в декабре 1944 завод Мицубиси-Нагоя был сильно разрушен от землетрясения и массированных налётов авиации США) 

###### И-100 (Р-100-3М)
Для перехвата стратегической авиации США с весны 1944 года на базе третьей модификации НИИ авиации Сухопутных войск (в/ч Татикава) начал разработку высотного перехватчика ПВО с необходимыми скоростью и потолком. Вместо фотооборудования в носовой части смонтировали пушечную пару 20 мм, а на месте фюзеляжного бака – авиапушку 37 мм под углом 30 градусов вперёд к вертикали.
Осенью 1944 г. первые машины получили строевой шифр И-100 или Р-100-3М. Переделки серийных машин третьей модификации выполнялись авиазаводом № 1 Сухопутных войск (в/ч Татикава) до весны 1945 г. В ПВО Сухопутных войск И-100 не имели успеха из-за низкой скороподъёмности и недостаточной боевой живучести. Кроме перехватчиков, на базе третьей модификации были также изготовлены несколько опытных штурмовиков.

##### Четвёртая
Р-100 четвёртой модификации получил турбокомпрессорный Мицубиси Д-11-Ру (1,5 тыс. л. с., компрессор в задней части мотогондолы), с носовым баком увеличенный запас топлива составил 2 тыс. л. В ходе испытаний опытная машина совершила перелёт на аэродром под Пекином (2,3 тыс. км) за 3 ч. 15 мин. В серийное производство четвёртая модификация не пошла, построены четыре опытных машины, которые в конце войны эксплуатировались в строевых частях.

## Конструкция Ki-46-III
Двухмоторный цельнометаллический свободнонесущий низкоплан с гладкой работающей обшивкой классической схемы. Клёпанные и винтовые соединения, на внешний поверхности самолёта, в основном потайные. Экипаж два человека: пилот и стрелок-радист.
Фюзеляж - сигарообразной формы, имеет овальное переменное сечение с выступающими кабинами экипажа. Конструктивно силовая схема - полумонокок. К четырём лонжеронам, стрингерам, бимсам и набору шпангоутов крепится, потайной клёпкой, работающая гладкая алюминиевая обшивка. Технологически фюзеляж разделён на носовую, среднюю, хвостовую части и концевой обтекатель. Между собой все части были соединены неразъёмно через силовые шпангоуты.
Носовая часть фюзеляжа представляла собой лёгкий обтекатель, в котором располагались: передний бензобак; носовой аэрофотоаппарат, закрытый люком с прозрачной крышкой; посадочная фара; приспособление для подъёма и аварийной буксировки самолёта, в случае аварийной посадки на фюзеляж.
В средней части фюзеляжа расположена кабина лётчика с оборудованием и агрегатами различных систем. Остекление фонаря кабины состоит из козырька и четырёх остеклённых секций. При открывании секций фонаря у кабин лётчика и штурмана, секции складывались по продольным осям. Задняя секция сдвигалась назад по направляющим, открывая доступ в кабину с крыла. Лётчик сидел в металлическом клёпанном кресле с привязными ремнями и чашкой под парашют.
В хвостовой части фюзеляжа расположены топливный бак, кабина стрелка, выполнявшего также функции радиста, штурмана и фотографа. Сидение радиста перемещалось по направляющим в продольном направлении. Между кабинами  лётчика и радиста-фотографа отсек, образованный перегородками, с основным фюзеляжным бензобаком. В передней части кабины радиста стояли на рамках два фотоаппарата. Под ними прозрачные окна. В остеклении кабины радиста открывающаяся задняя часть, из которой выдвигается в боевое положение пулемёт. У правого борта устанавливалась этажерка с радиооборудованием и столик для карт и записей. В хвостовой части установлен трубчатый такелажный узел. Средняя и хвостовая части фюзеляжа соединяются по шпангоуту, к которому крепится лонжерон, соединяющий лонжероны отъёмной части крыла.
Хвостовая часть заканчивается коническим концевым обтекателем, в котором установлен хвостовой аэронавигационный огонь.
Крыло - цельнометаллическое, свободнонесущее, низкорасположенное, умеренного удлинения с тонким аэродинамическим профилем. В плане трапециевидное со скруглёнными законцовками. Конструктивно состоит из центроплана, интегрированного в фюзеляж, и двух отъёмных консолей. Конструктивно силовая схема крыла - три лонжерона двутаврового сечения, набор ферменных нервюр и стрингеры. Обшивка работающая гладкая из листов алюминиевого сплава крепится к каркасу при помощи потайной клёпки. Стык крыла и фюзеляжа закрывается металлическими зализами. Консоли крыла соединяются с центропланом через болтовое соединение ухо-вилка. Часть обшивки носков крыла съёмные для возможности монтажа бензобаков. На законцовках крыльев расположены лампы аэронавигационных огней.
Механизация крыла - элероны и посадочные щитки-закрылки. Элероны односекционные с металлическим каркасом и полотняной обшивкой, снабжались флетнером. Щитки-закрылки цельнометаллические разделялись на две секции законцовками мотогондол и отклонялись вниз совместно с нижними хвостовыми частями мотогондол.
Хвостовое оперение - однокилевое свободнонесущее классической схемы. Горизонтальное оперение - стабилизатор и руль высоты с роговым компенсатором. Стабилизатор трапециевидный в плане со скруглёнными законцовками. Силовой набор каждой из консолей стабилизатора состоит из двух лонжеронов, нервюр и задней вспомогательной балки, на которую навешивались рули высоты. Обшивка листы дюралюминия. Консоли стабилизатора крепятся к центральной части, интегрированной в конструкцию хвостовой части фюзеляжа. Руль высоты состоит из двух половин, разделённых фюзеляжем, но жёстко связанных между собой. Каркас руля высоты металлический, обшивка полотно. Руль высоты снабжён триммером-сервокомпенсатором.
Вертикальное оперение - киль и руль направления с роговым компенсатором. Киль трапециевидный в плане с закруглённой верхней частью. Силовой набор киля - три лонжерона, стрингеры и нервюры. Обшивка листовой дюралюминий. Каркас руля направления металлический, обшивка полотно. Стык фюзеляжа с хвостовым оперением закрылся металлическими зализами.
Шасси - трёхточечное с хвостовым колесом. Шасси полностью убираемое. Основные стойки убирались назад по полёту в мотогондолу и полностью закрывались створками. Хвостовое колесо убиралось в нишу хвостовой части фюзеляжа и закрывалось створками. Уборка и выпуск шасси в полёте осуществлялась при помощи гидропривода. Аварийный выпуск шасси - механический под действием веса опор. Стойки основных опор шасси балочного типа с подкосом и шлиц-шарниром с креплением одного колеса на полуоси. Амортизация стоек гидропневматическая. Основные колёса снабжались тормозами. Хвостовая опора рычажного типа с креплением одного колета на оси с вилкой.
Силовая установка - два поршневых двухрядных 14-цилиндровых звездообразных двигателя воздушного охлаждения Mitsubishi Hа-26, максимальной мощностью 1500 л.с. Двигатель оснащался системой наддува - редуктор с двухступенчатым приводным центробежным нагнетателем, для обеспечения высотности с непосредственным впрыском топлива и водно-спиртовой смеси. Двигатели крепились на моторамы, сваренные из стальных труб, и были закрыты цилиндрическими капотами. Аэродинамическим продолжением капотов были сигарообразные мотогондолы. Над мотогондолами установлены воздухозаборники нагнетателей. Выхлоп осуществлялся через патрубки. Регулировка охлаждения двигателя осуществлялось юбкой жалюзи в задней части капота. Воздушные винты тянущие металлические трёхлопастные автоматические постоянных оборотов. Диаметр - 2,95 м. Втулки винтов закрывались обтекаемыми коками. В мотоотсеках установлены огнетушители с ручным дистанционным управлением.
Топливная и масляная системы - двенадцать металлических непротектированных бака общей ёмкостью 1970 л. Десять баков размещались с крыльях и два в фюзеляже. У каждого бака имелась своя заправочная горловина. Для увеличения дальности полёта, на съёмном держателе под фюзеляжем, устанавливался сбрасываемый металлический бак ёмкостью 460 л. Для улучшения характеристик работы двигателя на высоте, в передней кромке крыла рядом с двигателями, монтировались сотовые бензорадиаторы, которые охлаждали топливо.
В верхней части мотогондол перед цилиндрами каждого двигателя, располагался маслобак ёмкостью 70 л. и сотовый кольцевой маслорадиатор квадратного сечения, для охлаждения масла. Также в каждой мотогондоле монтировался металлический непротектированный бачок водно-спиртовой смеси. С помощью насоса, на режиме максимальной мощности, смесь через форсунку подавалась в нагнетатель.
Система управления - управление осуществлялось по смешанной схеме, тросами и качалками, по трём независимым каналам (рули высоты, направления и элероны). Уборка и выпуск закрылков от гидропривода. В кабине пилота - штурвал и педали.
Оборудование
Электрооборудование - внутреннее освещение, посадочная фара и аэронавигационные огни запитывались от генераторов на двигателях и аккумулятора.
Радиооборудование - приёмо-передающая радиостанция, самолётно-переговорное устройство.
Навигационное оборудование - обеспечивает пилотирование и навигацию в любое время дня и ночи - гироскопический и магнитный компасы, радиополукомпас, часы, секстант и бинокль.
На данной модификации вооружение отсутствовало. Кабина пилота была защищена бронеплитой толщиной 13 мм, прикрывавшей сзади голову и плечи лётчика.
Фотооборудование - один аэрофотоаппарат устанавливался в носовом отсеке над застеклённым люком, два аппарата с объективами разных фокусных расстояний в кабине радиста, под ними находилось застеклённое окно. У радиста имелась ручная камера для перспективной съёмки. Органы управления аэрофотоаппаратами устанавливались в кабине радиста.

## Боевое применение

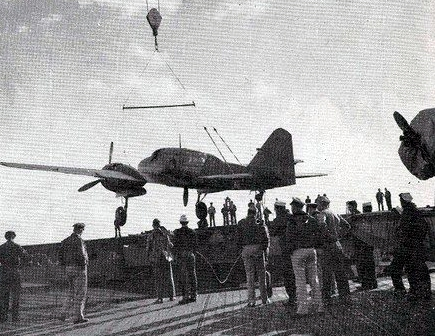
.Трофейный Р-100 на палубе лёгкого АВ № 102 Атту ВМС США (1944 г.）
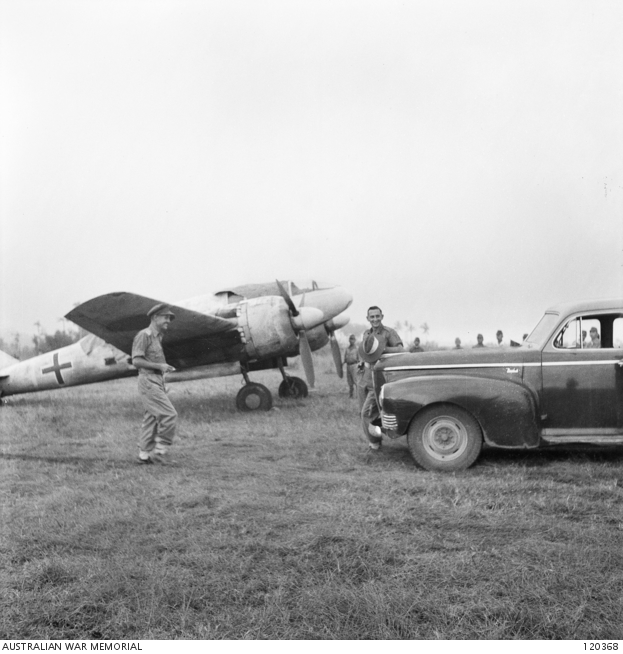
Разоружённый Р-100 (Индонезия, 1945 г.）
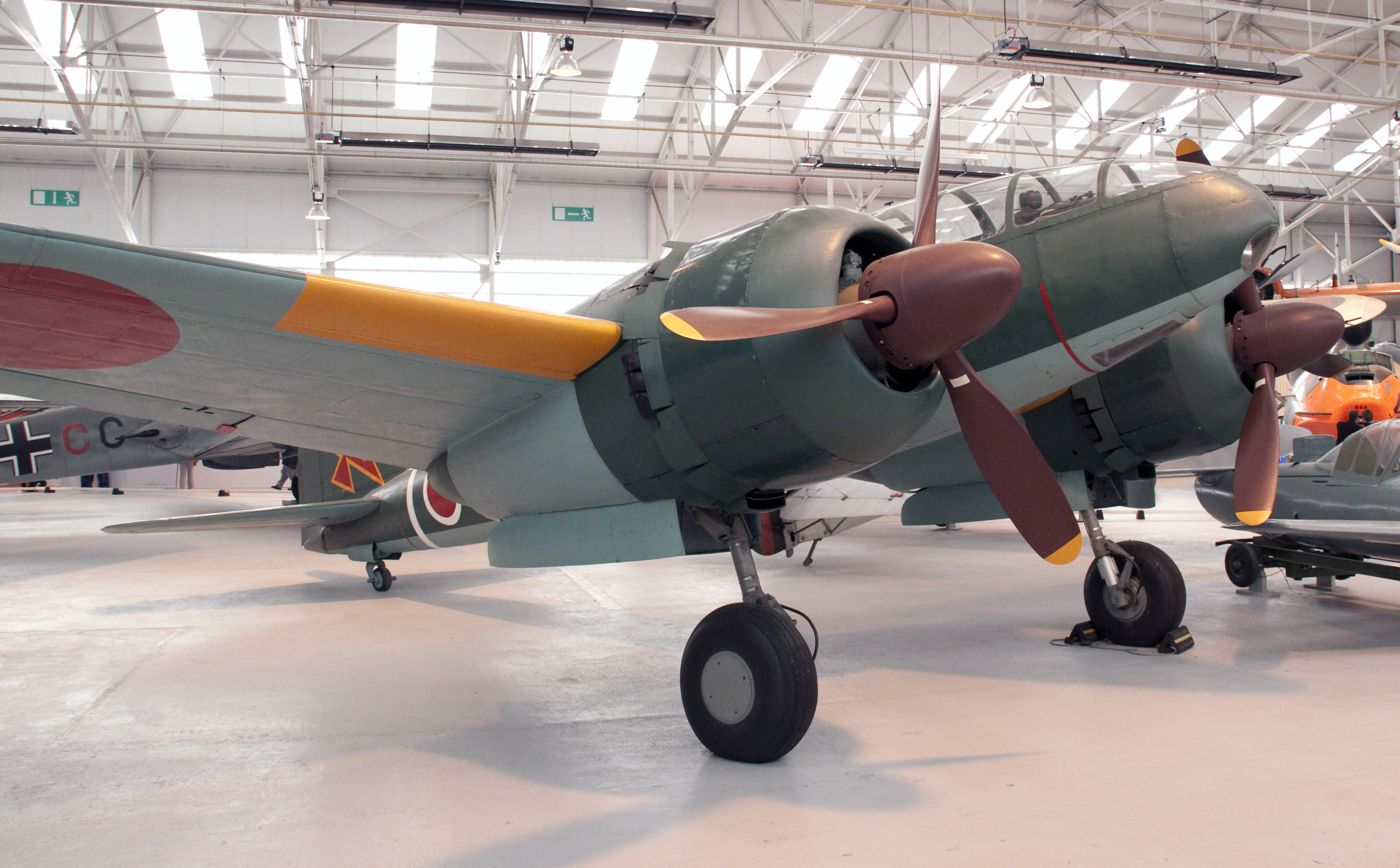
Р-100 музея ВВС Великобритании

К началу интервенции в Китай и войны с Гоминьданом основным самолётом оперативно-тактической разведки стал Р-97, принятый на вооружение Сухопутных войск в 1937 году. Бои на Халхин-Голе показали, что скорости полёта Р-97 не хватало, чтобы уходить от перехвата советских И-16 последних типов. Стремительное развитие военной авиации заставило ГУ авиации Сухопутных войск сразу после начала серийного выпуска Р-97 разработать тактико-техническое задание на дальний разведчик следующего поколения.
С момента поступления самолёта-разведчика Mitsubishi Ki-46 на вооружение японской армии эти самолёты обеспечивали информацией командование императорской армии и флота. С начала войны на Тихом океане вплоть до капитуляции Японии самолёты разведчики проникали в тыл противника  и возвращались обратно со снимками расположений объектов союзников, что являлось бесценной информацией для штабов.
Самолёты первой модификации Ki-46-I в большинстве были переданы в лётную школу для подготовки пилотов разведывательной авиации. Поставки Ki-46-II в строевые части начаты в июле 1941 года. Первыми их получили части ВВС японской армии в Маньчжурии. Самолёты-разведчики применялись для полётов вдоль границ СССР и в Китае. Здесь они действовали совершенно безнаказанно, так как советские истребители И-15бис и И-16 значительно уступали в скорости новейшему японскому разведчику. С осени 1941 года началась подготовка Японии к войне на Тихом океане. Ki-46 начали разведывательные полёты над Тихим океаном в районе европейских колоний и заморских владений США вплоть до Новой Гвинеи и северного побережья Австралии. А после нападения на Перл-Харбор самолёты начали полёты над Филиппинами. Довольно продолжительное время Ki-46 не испытывали серьёзного противодействия, так как союзники держали в колониях устаревшие истребители. Летом 1942 года эскадрилья самолётов-разведчиков Ki-46 разместилась на аэродроме в Новой Гвинее, но здесь площадка, где были размещены самолёты подверглась атаке американских бомбардировщиков В-25. Потери были очень велики, эскадрилью расформировали, а уцелевшие самолёты были переданы другим частям.
С начала 1944 года в войска стали поступать самолёты модификации Ki-46-III, эти самолёты вели разведку южного побережья Новой Гвинеи и Австралии. Австралия являлась приоритетным направлением деятельности воздушной разведки, так как по этому маршруту шло снабжение войск союзников на острова Тихого океана. Но теперь самолётам-разведчикам Ki-46  противостояли новые американские и английские истребители, которым не составляло труда достать Ki-46 и потери японцев резко возросли. Потери заставили японцев сменить тактику и уменьшить интенсивность полётов. В результате японские разведчики совершали над Австралией только эпизодические полёты. В начале 1945 года важной задачей японской воздушной разведки было слежение за американскими базами на Марианских островах. Ki-46 патрулировали на большой высоте над морем, пытаясь визуально обнаружить соединения американских бомбардировщиков на подходе к берегам Японии. По мере ухудшения положения на фронте Ki-46 стали привлекать в качестве самолётов-камикадзе.
Самолёт использовался и как ночной истребитель.  Модификация Ki-46-III-KaI стала широко применяться, когда американские бомбардировщики В-29 начали бомбить территорию Японии. Эти самолёты входили в состав ПВО Токио. Также самолётами Ki-46-III-KAI комплектовались истребительные эскадрильи, создававшиеся при разведывательных полках. Боевая практика показала, что Ki-46-III-KAI имеет лётные данные недостаточные для успешного перехвата новых американских бомбардировщиков.

## Характеристики
| Р-100 второй модификации       |                       |               |
| Характеристика                 |                       |               |
| Технические                    |                       |               |
| Экипаж                         | 2 чел.                |               |
| Длина                          | 11 м                  |               |
| Размах (площадь) крыла         | 14,7 м (32 м2)        |               |
| Высота                         | 3,9 м                 | 3,9 м         |
| Взлётная (сухая) масса         | 5,8 т (3,3 т)         | 5,8 т (3,3 т) |
| Запас топлива                  | 1,7 т                 |               |
| Силовая установка              |                       |               |
| Число                          | 2 ед.                 |               |
| Двигатель                      | Д-102                 |               |
| Объём                          | 28 л                  |               |
| Мощность                       | 1 тыс. л. с.          |               |
| Тяговооружённость              | 6,67 л. с./кг         |               |
| Лётные                         |                       |               |
| Максимальная (крейс.) скорость | 600 км/ч (420 км/ч)   |               |
| Нагрузка на крыло              | 157,5 кг/м2           |               |
| Скороподъёмность               | 7,4 м/с               |               |
| Потолок                        | 10,7 км               |               |
| Дальность                      | 2,5 тыс. км           |               |
| Вооружение                     |                       |               |
| Стрелковое                     | турельное 1 ед. АП-89 |               |